# Baia di Sagami
La baia di Sagami (相模湾, Sagami-wan), conosciuta anche come golfo di Sagami o mare di Sagami, si trova a sud della prefettura di Kanagawa nell'Honshū, nel Giappone centrale, con la penisola di Miura ad est e la penisola di Izu ad ovest. Si trova approssimativamente a 40 chilometri a sud-ovest dalla capitale, Tokyo.
Un ramo della corrente Kuroshio scalda la baia, permettendole di ospitare organismi marini tipici di regioni più meridionali e dando un clima mite ai terreni vicini alla baia. La profondità massima della baia è di circa 1500 metri.
Nella baia sono stati avvistati anche organismi delle regioni sub-artiche per l'intrusione della corrente Oyashio che ottengono un'alta biodiversità.
Le città più grandi della baia sono Chigasaki, Fujisawa, Hiratsuka, Itō e Kamakura.
Nel 2004 dei campioni della terra della baia risultarono contaminati radioattivamente dai test nucleari effettuati all'atollo di Bikini dal 1946 al 1958.

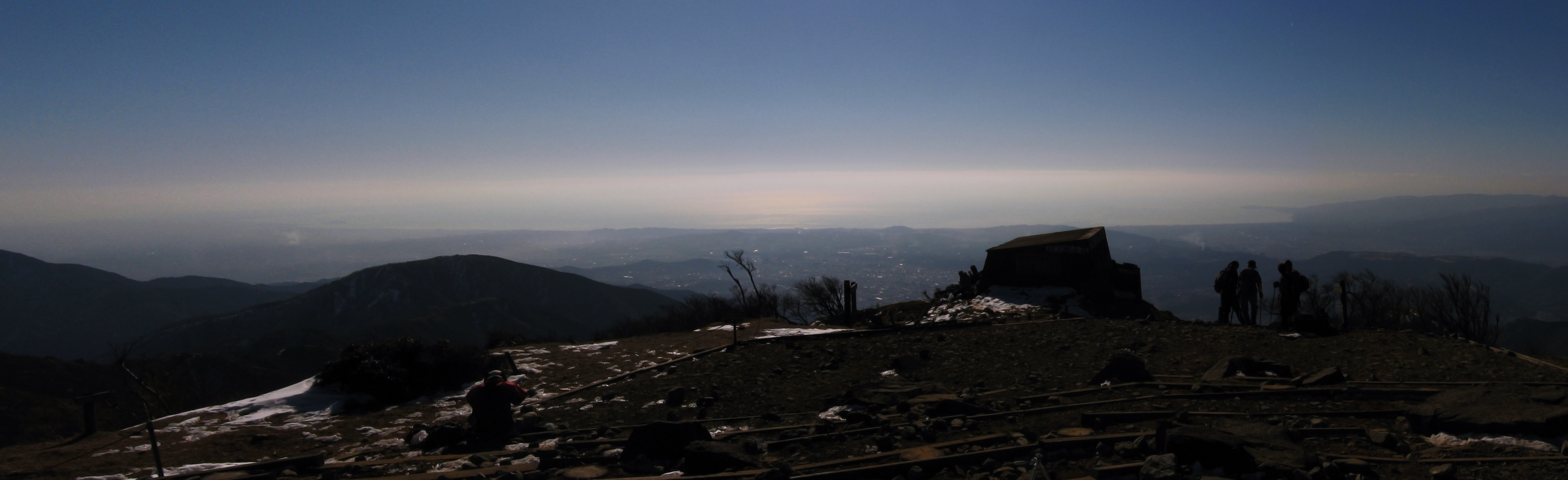
La Baia di Sagami vista dal monte Tōnodake